# MTV3
MTV3 este o televiziune privată generalistă din Finlanda. 